# Смородино (Грайворонский район)
Смородино — село Грайворонского района Белгородской области, центр Смородинского сельского поселения.

## География
Село находится в западной части Белгородской области (близ границы с Украиной), по обоим берегам малой реки под названием Соловьёва (Дорогощь), правого притока Ворсклицы, в 15 км по прямой к северо-западу от районного центра, города Грайворона.

## История

### Происхождение названия
О возрасте этого селения свидетельствует, в частности, архивный документ 1702 года «Поступная вдовы Ирины Поркиной земли в деревне Смородиновой». «Село основано на краю большого леса в верховьях речки Дорогощи на лесном ручье Смородинке. По преданию, на берегах этого ручья росла дикая смородина. Связывать же название села с фамилией местных жителей Смородиновых вряд ли следует, поскольку эта фамилия появилась в селе гораздо позже — в XIX веке. Второе название села (на раннем этапе — деревни) «Задняя» объясняется положением его по отношению к ранее основанным по Ворсклице селам Дорогощи и Мокрому», (кн. «Грайворон — жемчужина Белогорья», с. 106).

### Исторический очерк
В конце XVIII века, в период генерального межевания, в селе «Заднем, Смородино тож» насчитывалось 88 дворов и 715 душ населения. Бывшие служилые люди теперь стали однодворцами на государевом окладе (оброке). Было в селе и несколько помещиков: Кондратьев, Чичерин, Селиверстов и Анненковы. Владения Шереметева в Смородине ограничивались лишь 25 четвертями, а в целом село осталось однодворческим.
В 1801 году в Смородине была построена деревянная церковь.
В 1912 году в селе завершили сооружение каменного Покровского храма.
В 1925 году в селе открылась изба-читальня с едва ли не самой богатой библиотекой в уезде - 160 книг и подписка на 5 журналов и 2 газеты. В трех кружках избы-читальни участвовало 40 крестьян.
С июля 1928 года село Смородино в Грайворонском районе - центр Смородинского сельсовета, в который входил еще только хутор Верхняя Платовка.
В 1930 году у села Смородина на правом берегу Ворсклицы был обнаружен «клад с украшениями».
До начала Великой Отечественной войны в селе было три колхоза: «Большевик» (основной), им. Первого Мая и «Красный пахарь».
В годы Великой Отечественной войны из сёл Смородино и Дроновка на фронты были призваны 600 человек, не вернулось домой 232 человека; 17 жителей были угнаны в Германию.
В 1950-е годы Смородинский сельсовет состоял из сел Дроновки и собственно Смородина.
После войны, в 1956 году, в селе в одном здании были открыты клуб и почтовое отделение связи. Помещение клуба было небольшим. В 1968 году открылся новый Дом культуры общей площадью 606 кв.м.
В декабре 1962 года Грайворонский район «ликвидировали», и Смородинский сельсовет оказался в составе Борисовского района.
В 1986 году началась реконструкция здания храма под спортивный зал. Позже храм отреставрировали и в конце декабря 1995 года он вновь был открыт.
В октябре 1989 года был вновь образован Грайворонский район, и Смородинский сельсовет возвратился в его состав.
В 1997 году село Смородино - центр Смородинского сельского округа (включавшего село Дроновку и собственно Смородино).
С 2010 года село Смородино - центр Смородинского сельского поселения (3 села, вкупе с Почаевом) Грайворонского района Белгородской области.
В 2011 году в Смородинском Доме культуры проводён капитальный ремонт, появился зрительный зал на 120 мест, библиотека, кафе, тренажерный зал, бильярдная.

## Население
X ревизия в 1858 году записала в селе Смородине Грайворонского уезда «504 души мужскаго пола».
По документам «местного исследования, произведенного в августе и сентябре 1884 года»:
Дорогощанской волости село Смородино - 204 двора крестьян государственных четвертных (1266 жителей), 6 дворов крестьян «соб. б. Ковалевской (на дарств. наделе)» (22 жит.) и 2 двора крестьян государственных душевых «б. Анненкова» (19 жит.) - всего 212 дворов и 1307 жит. (648 муж., 659 жен.), грамотных лишь 1 муж. (школа в 5 верстах).
В 1919 году в селе Смородине - 325 дворов, 1952 жителя.
На 1 января 1932 года в Смородине — 2192 жителя.
По данным переписей населения в селе Смородине на 17 января 1979 года — 749 жителей, на 12 января 1989 года — 671 (302 мужчины, 369 женщин).
В 1994 году в Смородине 256 хозяйств, 697 жителей.
В 1997 году в Смородине 244 двора, 699 жителей.
В 1999 году в селе Смородине — 695 жителей, в 2001 году — 693, в 2006 году — 665, в 2007 году — 662, в 2008 году — 647, в 2009 году — 629.
| 2002 | 2010 |
| ---- | ---- |
| 702  | ↘633 |

## Инфраструктура
В начале 1990-х годов Смородино оставалось центром колхоза «Родина» (в 1992 году 323 колхозника), занятого растениеводством и животноводством. По состоянию на 1995 год в Смородине имелись: АОЗТ «Родина», Дом культуры, новое здание средней школы.

## Культурное наследие
В разные годы в Смородине столичные и местные собиратели фольклора записали немало бережно сохраненных старожилами села народных обрядов, игр, забав и песен («Ой на дворе дожди, дожди», «Белая Таня танки́ водила», «Пойду я в зеленый сад»).

## Внешние ссылки
- Свадебные обряд сёл Почаево, Смородино, Дроновка Грайворонского района Белгородской области